# The General Theory of Employment, Interest and Money
The General Theory of Employment, Interest and Money (De algemene theorie van werkgelegenheid, rente en geld) is een economieboek, dat in 1936 werd geschreven door de Britse econoom John Maynard Keynes. 
Het boek wordt algemeen beschouwd als Keynes zijn magnum opus. In dit werk introduceert hij een belangrijk deel van de terminologie uit de huidige moderne macro-economie. Keynes legde met dit werk de basis voor de "keynesiaanse revolutie" in het economisch denken en ontkrachtte de stelling dat een markteconomie van nature geneigd zou zijn om zich na tijdelijke schokken te herstellen tot een situatie van volledige werkgelegenheid. Het werk wordt algemeen beschouwd als de hoeksteen van het keynesiaanse denken; het boek daagde de gevestigde neoklassieke economie uit en introduceerde belangrijke nieuwe concepten, zoals de consumptiefunctie, de multiplier, de marginale efficiëntie van kapitaal, het principe van de effectieve vraag en de liquiditeitsvoorkeur in de economische theorie.

## Achtergrond
Het eerdere werk van Keynes baande de weg voor The General Theory. Keynes en andere economen te Cambridge ontwikkelde de Cambridge cash-balancetheorie, een voorloper van het concept van de liquiditeitsvoorkeur, dat centraal stond in de latere theorie van Keynes. Zijn A Treatise on Probability onderzocht de aard van de onzekerheid. Keynes' ideeën over de economische besluitvorming en de aarzeling van investeringen onder onzekerheid in The General Theory kunnen direct worden teruggevoerd op zijn Treatise.
The General Theory werd geschreven tijdens de Grote Depressie, hetgeen de titel verklaart: Keynes wilde een algemene theorie van werkgelegenheid en geld geven, die ook de massawerkloosheid van de jaren dertig kon verklaren, terwijl de eerdere ('klassieke') economie enkel speciale gevallen hadden beschreven. Hoewel het werk wordt geassocieerd met de 'keynesiaanse' politiek van overheidsingrijpen voor het bereiken en behouden van de volledige werkgelegenheid, is het boek voor het belangrijkste deel een abstract theoretisch werk en niet een politiek manifest. De volle betekenis van The General Theory wordt tot op de huidige dag bediscussieerd.
Qua stijl verschilt het boek van moderne mainstream-economische teksten, omdat de argumentatie concepten bijna uitsluitend in proza wordt uitgedrukt met weinig expliciete wiskundige modellering, naar aanleiding van de praktijk van Alfred Marshall en zijn andere opvolgers in het Cambridge van de jaren dertig. Deze aanpak is noch toevallig, noch een tekortkoming. Keynes (zelf opgeleid tot wiskundige) bekritiseerde het gebruik van wiskunde in de economie. Hij was bang dat twijfelachtige argumenten achter wiskundige notatie zouden worden verstopt. Het boek wordt verder verlevendigd door enkele briljante retorische passages, met inbegrip van de beschrijving van de beurs in hoofdstuk 12 en het afsluitende hoofdstuk 24 over de (vrij voorlopige) gevolgen voor beleid die Keynes uit zijn theorie afleidt.

## Samenvatting
Het centrale argument van The General Theory is dat het niveau van de werkgelegenheid niet door de prijs van de arbeid wordt bepaald, zoals in de neoklassieke economie wordt gesteld, maar door de bestedingen van geld (de geaggregeerde vraag). Hij stelt dat het verkeerd is om te veronderstellen dat competitieve markten, op de lange termijn, voor volledige werkgelegenheid zullen zorgen of dat volledige werkgelegenheid de natuurlijke evenwichtstoestand van een geldeconomie is. Integendeel, gebrek aan werkgelegenheid en onderinvestering zijn [volgens Keynes] waarschijnlijk de natuurlijke staat der dingen, tenzij er actieve maatregelen worden genomen. Een implicatie van The General Theory is dat een gebrek aan  concurrentie niet het fundamentele probleem is en dat maatregelen om de werkloosheid terug te dringen door de lonen of uitkeringen te verlagen niet alleen hardvochtig, maar uiteindelijk tevergeefs zijn.
Keynes wilde met dit boek de conventionele economische wijsheden op zijn kop zetten. Op nieuwjaarsdag 1935 schreef hij in een brief aan zijn vriend George Bernard Shaw: 

"Ik geloof dat ik een boek over economische theorie aan het schrijven ben dat een revolutie teweeg zal brengen in de manier waarop de wereld over economische problemen nadenkt. Dit zal denk ik niet in een keer, maar in de loop van de komende tien jaar gebeuren. Ik kan van jou of iemand anders op dit moment niet verwachten om dit te geloven, maar voor mezelf hoop ik dit niet alleen, maar ben ik er in mijn eigen gedachten ook vrij zeker van."

### Voorwoord
Keynes schreef vier voorwoorden, bij de Engelse, Duitse, Japanse en Franse editie van The General Theory, elk met een iets ander accent. In het Engelse voorwoord richt hij zich tot zijn collega-economen, maar merkt hij ook op dat het boek ook voor anderen nuttig is om te lezen. Hij beweert ook dat de relatie tussen dit boek en zijn Treatise on Money, dat vijf jaar eerder werd geschreven,  waarschijnlijk voor hem [Keynes] duidelijker zal zijn dan voor iemand anders, en dat eventuele tegenstrijdigheden als een evolutie in zijn denken gezien moeten worden.

### Boek I: Introductie
In het eerste boek introduceert Keynes zijn boek dat volgens hem de manier hoe de wereld denkt zal veranderen. 
- Hoofdstuk 1: De algemene theorie (slechts een halve pagina lang) bestaat eenvoudig uit de onderstaande radicale claim:

Ik heb dit boek de Algemene theorie van Werkgelegenheid, Interest en Geld genoemd, waarbij de nadruk op het voorvoegsel algemeen ligt. Het doel van een dergelijke titel is om het karakter van mijn argumenten en conclusies te contrasteren met die van de klassieke theorie over dit onderwerp, waarmee ik ben opgegroeid en die het economische denken, zowel in praktische- als theoretische zin, van de regerings- en academische klassen van deze generatie domineert, zoals dit al honderd jaar het geval is. Ik zal beargumenteren dat de postulaten van de klassieke theorie op een speciaal geval toepasbaar zijn en niet op het algemene geval, het algemene geval die het aanneemt is slechts een limietpunt van alle mogelijke evenwichtsposities. Bovendien zijn de karakteristieken van het speciale geval, dat wordt aangenomen door de klassieke theorie, niet die van de economische maatschappij, waarin wij leven, met als gevolg dat het onderwijs [van deze klassieke theorie] misleidend is en rampzalig als wij proberen haar op ervaringsfeiten toe te passen." (blz. 3)

- Hoofdstuk 2: De postulaten van de klassieke economie.[6][7]
- Hoofdstuk 3: Het principe van de effectieve vraag

### Boek II: Definities en ideeën
- Hoofdstuk 4: De keuze van eenheden
- Hoofdstuk 5. Verwachting[en] als bepalend voor productie en werkgelegenheid
- Hoofdstuk 6. De definitie van inkomen, sparen en beleggen
- Hoofdstuk 7. De betekenis van sparen en beleggen verder beschouwd

### Boek III: De geneigdheid om te consumeren
Boek III bespreekt de oorzaken die de mensen beweegt te consumeren, en daardoor de economische activiteit te stimuleren. In een depressie moet de overheid, zo betoogde Keynes, de motor van de economie kickstarten door al het noodzakelijk te doen. In hoofdstuk 10 zegt hij:

"Als het ministerie van Financiën (Treasury) oude flessen met bankbiljetten zou vullen, om deze vervolgens op een geschikte diepte in verlaten kolenmijnen te begraven om die daarna tot aan de oppervlakte op te vullen met stadsafval om het vervolgens aan particuliere ondernemingen over te laten om via de beproefde principes van laissez-faire de bankbiljetten weer op te graven (het recht om dit te mogen doen moet natuurlijk worden verkregen door tenders voor lease-overeenkomsten op bankbiljetten bevattend grondgebied), dan hoeft er geen werkloosheid meer te zijn. Met hulp van de gevolgen zou het reële inkomen van de gemeenschap en haar rijkdom aan kapitaal waarschijnlijk een flink stuk groter zijn dan in werkelijkheid het geval is. Het zou inderdaad verstandiger zijn om huizen en dergelijke te bouwen, maar als er politieke en praktische problemen zijn, die dit onmogelijk maken, is het bovenstaande beter dan niks doen."(blz. 129)

- Hoofdstuk 8. De neiging om te consumeren: I. de objectieve factoren
- Hoofdstuk 9. De geneigdheid tot consumeren: II. de subjectieve factoren
- Hoofdstuk 10. De marginale geneigdheid tot consumeren en de multiplier

### Boek IV: De aansporing tot investeringen
De marginale efficiëntie van kapitaal is de relatie tussen de potentiële opbrengst van een investering en haar aanbodsprijs of vervangingskosten. Keynes zegt op pagina 135: "Ik definieer de marginale efficiëntie van kapitaal als zijnde gelijk aan die afschrijvingsvoet die de contante waarde van de reeks van lijfrenten die tijdens haar leven wordt gegenereerd door de verwachte opbrengsten van de kapitaalgoed precies gelijk maakt aan haar aanbodsprijs."
- Hoofdstuk 11. De marginale efficiëntie van kapitaal
- Hoofdstuk 12. De staat van de lange termijn verwachtingen (bevat de bespreking van de Keynesiaanse schoonheidswedstrijd)
- Hoofdstuk 13. De algemene theorie van de rentevoet
- Hoofdstuk 14. De klassieke theorie van de rentevoet
- Hoofdstuk 15. De psychologische- en business incentives voor het aanhouden van liquide middelen
- Hoofdstuk 16. Diverse opmerkingen over de aard van het kapitaal
- Hoofdstuk 17. De essentiële eigenschappen van rentevoet en geld
- Hoofdstuk 18. De algemene theorie van werkgelegenheid anders geformuleerd
- Hoofdstuk 20. De werkgelegenheidsfunctie
- Hoofdstuk 21. De theorie van prijzen

### Boek VI: Korte notities voorgesteld door de General Theory
"Het is beter dat een man zijn banksaldo tiranniseerd dan zijn medeburgers en hoewel het eerste soms aan de kaak wordt gesteld als zijnde een middel om het tweede te verwezenlijken, is het tenminste soms een alternatief." (blz. 374)

... de ideeën van economen en politieke filosofen, maakt niet uit of het goede- of slechte ideeën zijn, hebben meer macht dan algemeen wordt aangenomen. Men kan zelfs zeggen dat de wereld door niets anders wordt geregeerd. Praktische mannen, die van zichzelf geloven geheel immuun te zijn tegen elke intellectuele beïnvloeding, zijn meestal de slaven van een reeds overleden [politiek] econoom. Gekken met macht, die stemmen in de lucht horen, destilleren hun razernij uit de geschriften van een academische schrijver van enige jaren geleden. Ik ben ervan overtuigd dat de macht van gevestigde belangen enorm overdreven wordt in vergelijking met de geleidelijke inwerking van ideeën; weliswaar niet onmiddellijk, maar na een bepaalde tijdspanne. Op het gebied van de economische- en politieke filosofie worden niet veel mensen nadat zij vijfentwintig of dertig jaar oud zijn, nog door nieuwe theorieën beïnvloed , zodat de ideeën die ambtenaren en politici en zelfs agitatoren op de huidige gebeurtenissen toepassen, waarschijnlijk niet de nieuwste zijn. Maar vroeg of laat zijn het de ideeën en niet de gevestigde belangen, die ten goede of ten kwade gevaarlijk zijn.'(blz. 383-4)

- Hoofdstuk 22. Opmerkingen over de Trade Cycle
- Hoofdstuk 23. Opmerkingen over het mercantilisme, de woekerwetten, stempelgeld en theorieën van onderconsumptie
- Hoofdstuk 24: Afsluitende opmerkingen over de sociale filosofie in welke richting de General Theory zou kunnen leiden

## Voetnoten
1. ↑  (en)  Richard N Cooper, "The General Theory of Employment, Money, and Interest, " Foreign Affairs; sep/okt 1997
2. ↑  (en)  Skidelsky, Robert. John Maynard Keynes: 1883-1946. Penguin: 2003. blz. 131.
3. ↑  (en)  Minsky, Hyman P. (2008). John Maynard Keynes. McGraw-Hill Professional, p. 64. ISBN 97800715930148.
4. ↑  (en)  Roger E. Backhouse, 'An Abstruse and Mathematical Argument: The Use of Mathematical Reasoning in the General Theory, in Bradley Bateman et al. (redactie) The Return to Keynes; The Belknap Press of Harvard University Press, Cambridge, 2010
5. ↑  Cassidy, Johnson, "The Demand Doctor", 10 October 2011. Geraadpleegd op 9 October 2011.
6. ↑  John Maynard Keynes (1936) The General Theory of Employment, Interest and Money, Chapter 2 : The Postulates of the Classical Economics http://www.marxists.org/reference/subject/economics/keynes/general-theory/ch02.htm (volledige tekst (in het Engels))
7. ↑  "Hoewel werknemers zich doorgaans verzetten tegen een vermindering van het geldloon, is het niet hun  gewoonte om minder arbeid aan te bieden wanneer er sprake is van een stijging van de prijs van loongoederen. Er wordt weleens gezegd dat het niet logisch voor werknemers zou zijn om weerstand te bieden aan een vermindering van het geldloon, maar niet om ook een vermindering van de reële lonen te weerstaan. .... Verder wordt de bewering dat de werkloosheid, die een depressie kenmerkt,  aan de weigering van arbeid te wijten is om een vermindering van het geldloon [voor arbeid] te aanvaarden overduidelijk niet door de feiten ondersteund."